# José Estenssoro
José Alberto Pepe Estenssoro (La Paz, Bolivia, 8 de enero de 1934 - Volcán Sincholagua, Ecuador, 3 de mayo de 1995) fue un ingeniero industrial, empresario y ejecutivo boliviano naturalizado argentino, presidente de la compañía petrolífera argentina Yacimientos Petrolíferos Fiscales y gestor de su privatización, la mayor llevada a cabo hasta el momento sobre una empresa de su tipo en América Latina.
Formado en Estados Unidos, durante su gestión YPF dejó de ser una empresa subsidiada por el Estado para convertirse en la decimotercera mayor petrolera del mundo gracias a un modelo de gestión considerado «ejemplar» por los analistas de su época.

## Biografía
Nació en La Paz el 8 de enero de 1934 en el seno de una familia terrateniente de origen vasco asentada en Bolivia desde tiempos de la colonia. Sus padres fueron Alberto Estenssoro, primo de Víctor Paz Estenssoro, presidente de Bolivia en tres oportunidades, y Hortensia Ackerman. Cursó sus estudios universitarios en Estados Unidos, en el Instituto Politécnico Rensselaer, de donde egresó como ingeniero industrial.
Murió el 3 de mayo de 1995 a causa de un accidente aéreo en Ecuador, cuando el avión en el que viajaba se estrelló contra el Volcán Sincholagua. Estenssoro se dirigía hacia una reunión de ejecutivos petroleros sudamericanos junto a otros ejecutivos del sector energético sudamericano.
El avión Gulfstream II en el que viajaba se desvió por error de los pilotos en aproximación final al Aeropuerto Mariscal Sucre  y se estrelló contra una ladera del Volcán Sincholagua, ubicado 45 kilómetros al sureste de Quito, matando a los 7 ocupantes. Junto a Estenssoro viajaba el economista Ricardo Zinn, el gerente general de ENAP Juan Pedrals y su ingeniero asesor y jefe de proyectos Jorge Rodríguez Sobarzo, Manfred Hecht Mittersteiner el jefe de producción de la subsidiaria internacional de ENAP, Sipetrol y el estadounidense Ernest Schneider.